# Insygnia Augusta III i Marii Józefy

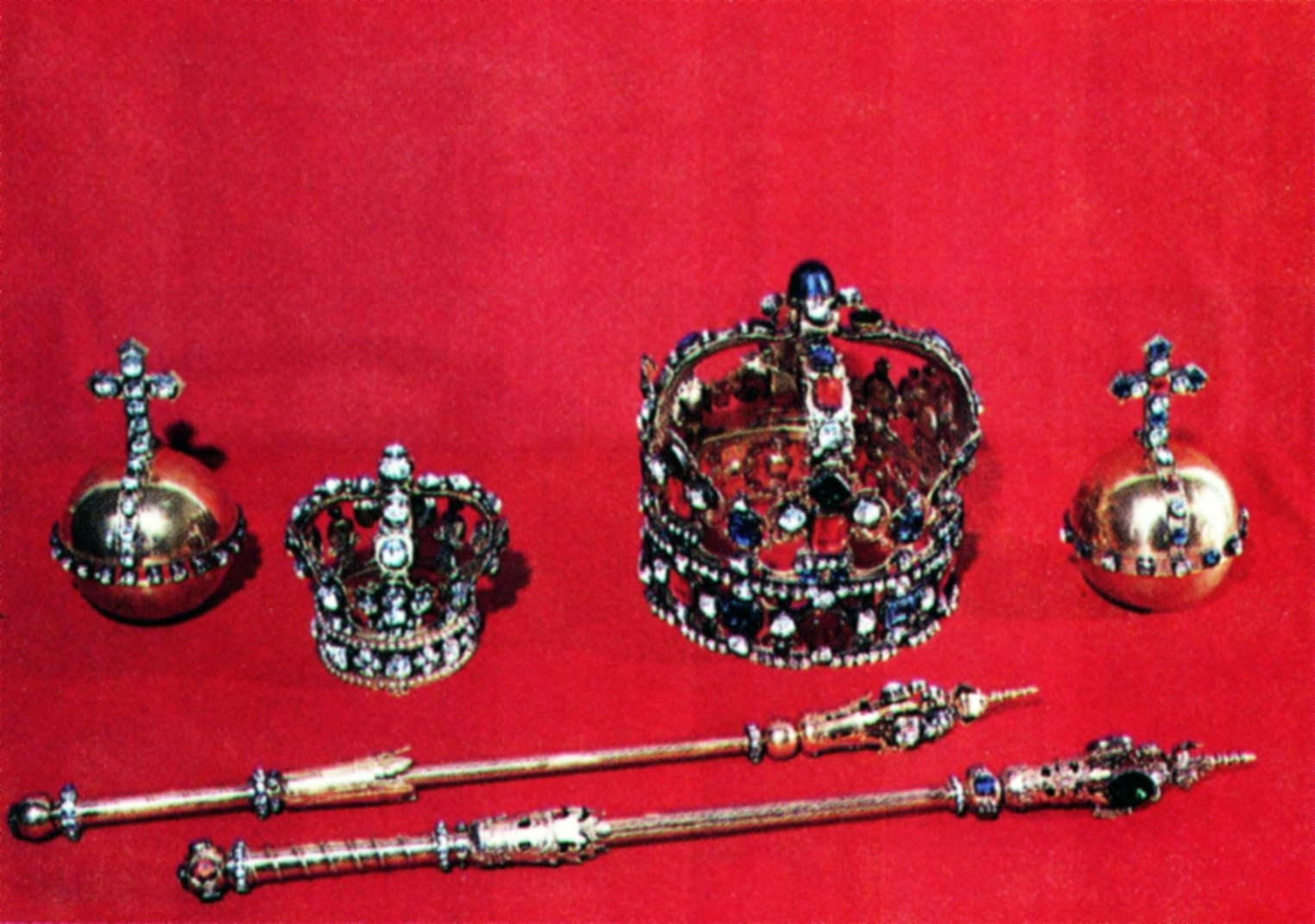
Insygnia Augusta III Sasa i Marii Józefy Habsburżanki

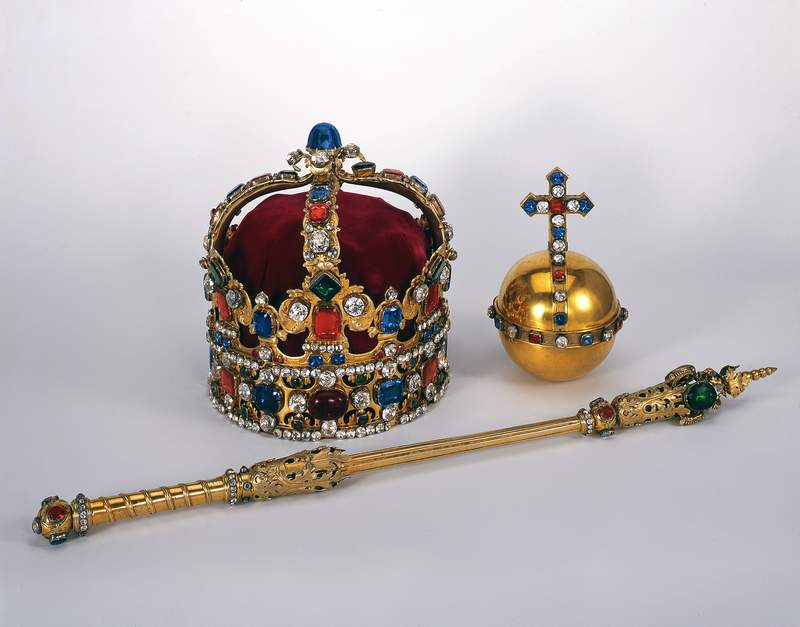
Korona, jabłko i berło Augusta III Sasa

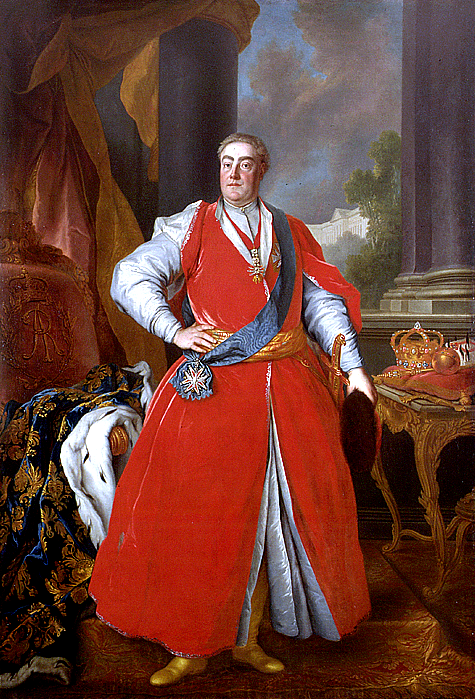
Portret króla Augusta III w stroju polskim. Insygnia spoczywają na stole

Insygnia Augusta III i Marii Józefy – insygnia koronacyjne Augusta III Sasa i Marii Józefy Habsburżanki wykonane w 1733 przez drezdeńskiego jubilera Johanna Heinricha Köhlera.
Insygnia Augusta III Sasa i Marii Józefy Habsburżanki są jedynym zachowanym kompletnym zestawem regaliów z czasów Rzeczypospolitej Obojga Narodów, których użyto do koronacji monarchów polskich. Od 1960 przechowywane są w zbiorach Muzeum Narodowego w Warszawie.

## Historia
Wywiezienie z Wawelu w 1733 polskich insygniów koronacyjnych przez stronników Stanisława Leszczyńskiego i ukrycie ich w bazylice Świętego Krzyża w Warszawie przez podskarbiego Franciszka Maksymiliana Ossolińskiego spowodowało, że elektor saski na swoją koronację w Krakowie w 1734 zmuszony był własnym kosztem przygotować zastępcze regalia królewskie. Sprawione na tę ceremonię dwie korony, dwa berła i dwa jabłka królewskie August III Sas przywiózł ze sobą do Rzeczypospolitej i po swojej koronacji oddał do Grünes Gewölbe w Dreźnie, gdzie znajdowały się do lat dwudziestych XX wieku. W 1924 insygnia te zostały przekazane przez rząd saksoński zdetronizowanemu królowi Fryderykowi Augustowi III, który sprzedał je antykwariuszowi Szymonowi Szwarcowi. Od wiedeńskiego kolekcjonera w 1925 zakupił je za sumę 175 000 złotych dyrektor Muzeum Narodowego w Warszawie, Bronisław Gembarzewski i umieścił w Sali Saskiej Muzeum Narodowego. W 1939 insygnia Augusta III i Marii Józefy zarekwirowali Niemcy i przewieźli do Krakowa, gdzie stały się częścią kolekcji dzieł sztuki Hansa Franka. W 1944 zostały wywiezione w głąb III Rzeszy i ukryte w jednej z tajnych skrytek. Po II wojnie światowej zostały odnalezione przez Armię Czerwoną i wywiezione do Moskwy. W 1960 zostały zwrócone Polsce Ludowej i przekazane do zbiorów Muzeum Narodowego w Warszawie.

## Opis insygniów
Korona Augusta III Sasa składa się z obręczy i osadzonych na niej ośmiu większych i mniejszych kwiatonów, zamykają ją dwa kabłąki, na których szczycie zamiast krzyża osadzony jest duży szafir. Pierwotnie koronę tę zdobiła duża liczba diamentów, rubinów, szmaragdów, które później wyjęto i zastąpiono kamieniami półszlachetnymi bądź imitacjami. Korona królowej Marii Józefy jest niewielka, zamknięta dwoma kabłąkami, ozdobiona perłami i kryształami górskimi. Berła królewskie ozdobione są dekoracją roślinną i kamieniami półszlachetnymi. Jabłka królewskie to pozłacane kule jednakowej wielkości, przyozdobione kamieniami półszlachetnymi i zwieńczone krzyżykami.
W skład regaliów Augusta III wchodziły również inne przedmioty. Miecz koronacyjny, który po koronacji w 1734 pozostał w Polsce znajduje się obecnie w zbiorach skarbca katedralnego w Krakowie. Pozostałe insygnia, których rząd saksoński w 1924 nie oddał Fryderykowi Augustowi III, przechowywane są w Dreźnie.

## Literatura
- Jerzy Lileyko: Regalia Polskie. Warszawa 1987. ISBN 83-03-02021-8.
- Janusz Miniewicz: Tajemnica polskich koron. Czy jest szansa ich odnalezienia?. Nowy Sącz 2006. ISBN 83-924034-2-8.
- Michał Rożek: Polskie koronacje i korony. Kraków 1987. ISBN 83-03-01914-7.